# Pilsbryiscalpellum subalatum
Pilsbryiscalpellum subalatum is een rankpootkreeftensoort uit de familie van de Scalpellidae. De wetenschappelijke naam van de soort is voor het eerst geldig gepubliceerd in 1824 door Barnard.